# Artiloxis vitiosa
Artiloxis vitiosa är en fjärilsart som beskrevs av William Schaus 1913. Artiloxis vitiosa ingår i släktet Artiloxis och familjen nattflyn. Inga underarter finns listade i Catalogue of Life.